# Sing Me Away
«Sing Me Away» es una canción interpretada por la banda estadounidense de hard rock Night Ranger.  Fue escrita por Jack Blades y Kelly Keagy.  Apareció por primera vez como tema del álbum Dawn Patrol,  lanzado en 1982 por Boardwalk Entertainment.

## Lanzamiento y recepción
El tema se publicó como el segundo sencillo de Dawn Patrol en el año de 1983 y fue producido por Pat Glasser.  En el lado opuesto del vinilo se encuentra la canción «Play Rough», compuesta por Jack Blades.
Al igual que el sencillo anterior, «Sing Me Away» logró una buena aceptación del público en los EE. UU. y se vio reflejado en las listas de popularidad de Billboard,  pues llegó a posicionarse en el 54.º puesto en el Hot 100 y el lugar 39.º en el Mainstream Rock Tracks.

## Lista de canciones
| Cara A |                |                           |          |  |
| N.º    | Título         | Escritor(es)              | Duración |  |
| 1.     | «Sing Me Away» | Jack Blades / Kelly Keagy | 4:10     |  |

| Cara B |              |              |          |  |
| N.º    | Título       | Escritor(es) | Duración |  |
| 2.     | «Play Rough» | Jack Blades  | 4:15     |  |
| 8:25   |              |              |          |  |

## Créditos
- Jack Blades — voz principal (en «Play Rough»), bajo y coros.
- Kelly Keagy — voz principal (en «Sing Me Away»), batería y coros.
- Brad Gillis — guitarra y coros.
- Jeff Watson — guitarra y coros.
- Alan Fitzgerald — teclados y coros.

## Listas
| Año  | País           | Lista                            | Posición máxima |
| ---- | -------------- | -------------------------------- | --------------- |
| 1983 | Estados Unidos | Billboard Hot 100                | 54.º            |
| 1983 | Estados Unidos | Billboard Mainstream Rock Tracks | 39.º            |